# Wyspa Tasmana
Wyspa Tasmana (ang. Tasman Island) – owalna wyspa położona u południowo-wschodnich wybrzeży Półwyspu Tasmana na Tasmanii. Wyspa wchodzi w skład Parku Narodowego Tasmana. Na wybrzeżu występują klify zbudowane z diabazu; najwyższy punkt wyspy wynosi 300 m n.p.m., a średnia wysokość 280 m n.p.m. Położona jest tutaj Latarnia morska Tasmana (zbudowana w 1906 roku) oraz stacja meteorologiczna.